# Shcherbínivka
Shcherbínivka (en ucraniano: Щербинівка; en ruso: Щербиновка, romanizado: Shcherbínovka) es un asentamiento de tipo urbano ucraniano perteneciente al óblast de Donetsk. Situado en el este del país, forma parte del raión de Bájmut y del municipio (hromada) de Toretsk.

## Geografía
Shcherbínivka está 4 km al oeste de Toretsk y 49 km al norte de Donetsk. 

## Historia
El desarrollo de Shcherbinivka está indisolublemente ligado a la revolución industrial en Dombás y al carbón. En 1721, se descubrieron y describieron depósitos de carbón en el territorio de la actual Toretsk.
El ferrocarril dio un nuevo impulso al desarrollo del pueblo: en 1871 la estación Shcherbynivka pasó a formar parte del ferrocarril Kursk-Járkiv-Azov. Con la llegada del ferrocarril, el potencial de Shcherbínivka llamó la atención de los extranjeros, principalmente franceses y alemanes, y gracias a sus esfuerzos, se crearon aquí nuevas minas, se abrieron hornos de coque, fundiciones de hierro y plantas mecánicas en las cercanías de Shcherbínivka
En 1936, Shcherbínivka recibió un nuevo nombre, Dzerzhinsk (en ucraniano: Дзержинк) en honor a Félix Dzerzhinski, se convirtió en el centro del distrito y en 1938 se le otorgó el estatus de asentamiento de tipo urbano. 
Durante la guerra del Dombás,  el lugar ha estado cerca de la línea del frente de las áreas controladas por la autoproclamada República Popular de Donetsk desde 2015.

## Demografía
La evolución de la población de Shcherbínivka entre 1859 y 2022 fue la siguiente:
| 1751                                                          | 2597 | 7063 | 6592 | 4841 | 4482 | 3969 | 4017 | 3662 | 3609 | 3570 | 3266 |
| (Fuente: Cities & Towns of Ukraine y UKRAINE: Größere Städte) |      |      |      |      |      |      |      |      |      |      |      |

Según el censo de 2001, la lengua materna de la mayoría de los habitantes, el 91,24%, es el ucraniano; del 8,62% es el ruso.

## Infraestructura

### Transporte
Un ramal de Kostiantínivka a Yasinuvata atraviesa el asentamiento a orillas del río Krivi Torez. 